# Reinhold Quartett
Das Reinhold Quartett ist ein Streichquartettensemble, das 1996 gegründet wurde.

## Geschichte
Das Reinhold Quartett, bestehend aus Musikern des Gewandhausorchesters Leipzig, gründete sich 1996 mit dem Wunsch, gemeinsam zu musizieren und nach eigenen musikalischen Wegen zu suchen.
Wichtige Anregungen bekamen sie durch Karl Suske und Thomas Brandis. Seit 1997 lud der Mitteldeutsche Rundfunk das Ensemble zu zahlreichen Live- und Studioproduktionen ein.
So entstanden Aufnahmen von Joseph Haydn, Anton Bruckner, Johannes Brahms, Antonín Dvořák, Felix Mendelssohn Bartholdy, Arnold Mendelssohn, Anton Webern, Lucino Chailly, Peter Maxwell Davies und Judith Weir.
Neben erfolgreichen Konzerten im Leipziger Gewandhaus und der Semperoper Dresden gastieren die vier Musiker auch bundesweit und auf internationalen Podien. Besonders erwähnenswert sind Konzerte in Spanien, ein Leoš-Janáček-Zyklus in Prag und ein Konzert im Edvard-Grieg-Haus in Bergen.
Im Laufe seiner 20-jährigen Tätigkeit produzierte das RQ bei den Label Querstand, Genuin und seit 2012 bei cpo zahlreiche CDs.

## Repertoire
Das Quartett konzentriert sich vor allem auf die klassische und romantische Werke, wie etwa von Haydn, Mozart oder Beethoven. Daneben umfasst ihr Repertoire auch moderne Musik sowie Werke von Komponisten, welche in enger Verbindung zur Musikstadt Leipzig stehen.

## Besetzung
Die aktuelle Besetzung besteht aus:
- Dietrich Reinhold, Violine
- Tobias Haupt, Violine
- Norbert Tunze, Viola
- Dorothée Erbiner, Violoncello